# Älta
Älta – część tätortu Sztokholm, w regionie administracyjnym (län) Sztokholm (gmina Nacka) w Szwecji.
Älta jest położona w prowincji historycznej (landskap) Södermanland; ok. 15 km na południowy wschód od centrum Sztokholmu w kierunku Tyresö. Należy w ramach gminy Nacka do części gminy (kommundel) Älta.
Najnowsza historia Älty sięga początku XX w., kiedy właściciel majątku ziemskiego Älta (Älta gård) rozpoczął sprzedaż działek przeznaczonych pod budowę domów letniskowych i jednorodzinnych. Współcześnie w Älta dominuje zabudowa mieszana, z domami jedno- i wielorodzinnymi.
Z Älty pochodzi piosenkarka Petra Marklund.
W 2010 roku tätort Älta liczył 9989 mieszkańców.